# Jacques Audiard
Jacques Audiard (Parijs, 30 april 1952) is een Frans filmregisseur en scenarioschrijver.

## Carrière
Als zoon van de scenario- en dialoogschrijver Michel Audiard kwam Jacques Audiard reeds vroeg in aanraking met het medium film. Na een afgebroken studie letterkunde ging hij werken als filmmonteur. Vanaf de jaren tachtig schreef hij scenario's voor diverse films.
In 1994 maakte hij zijn regiedebuut met Regarde les hommes tomber, een roadmovie met Mathieu Kassovitz en Jean-Louis Trintignant. De film won drie Césars waaronder die voor het beste debuut. Dezelfde twee hoofdrolspelers deden twee jaar later ook mee in Un héros très discret, waarmee Audiard de prijs voor het beste scenario won op het Filmfestival van Cannes.
In 2001 maakte Audiard Sur mes lèvres met Vincent Cassel en Emmanuelle Devos. Deze film leverde drie Césars op, waaronder die voor het beste scenario. De battre mon cœur s'est arrêté met Romain Duris uit 2005 kreeg enorme publieke weerklank en een totaal van acht Césars. In 2009 kaapte Un prophète de Grote Prijs van de Jury weg in Cannes.
De film De rouille et d'os, met Matthias Schoenaerts en Marion Cotillard, ging in mei 2012 in première in Cannes.
In 2015 won Audiard met Dheepan de Gouden Palm in Cannes.
In 2018 bracht hij de western The Sisters Brothers uit, zijn eerste Engelstalige film. Op het Filmfestival van Venetië behaalde hij de Zilveren Leeuw voor de beste regisseur.

## Privéleven
Audiard is getrouwd geweest met Marion Vernoux, die ook films regisseert.

## Filmografie
- 1994: Regarde les hommes tomber
- 1996: Un héros très discret
- 2001: Sur mes lèvres
- 2005: De battre mon cœur s'est arrêté
- 2009: Un prophète
- 2012: De rouille et d'os
- 2015: Dheepan
- 2018: The Sisters Brothers
- 2021: Les Olympiades (Paris 13e)
- 2024: Emilia Pérez